# Copa Simón Bolívar (Bolivia)
Copa Simón Bolívar es un nombre genérico dado a varias competiciones en Bolivia . 
- el nombre Copa Simón Bolívar suele ser utilizado por algunos medios de comunicación para referirse a ciertas ediciones de las décadas de 1960 y 1970 correspondientes al Campeonato Boliviano de fútbol. Se estima que fue uno de los nombres con los que se conoció a la máxima competición de fútbol del país en la década de 1970 debido al trofeo que empezó a entregarse al ganador a mediados de la década de 1960.[1]
- desde 1989 el nombre Copa Simón Bolívar o Torneo Simón Bolívar es utilizado por la FBF para designar los Campeonatos de Ascenso del fútbol boliviano.[2]
- entre 2019 y 2023 el nombre Copa Simón Bolívar-Femenino fue utilizado por la dirección de competiciones de la FBF para designar las ediciones correspondientes al Campeonato Boliviano de futbol femenino.[3]
- desde 2022 el nombre Copa Simón Bolívar-Masculino es utilizado por la Comisión de Futsal de la FBF para designar los Campeonatos de Ascenso del futsal boliviano.[4]
- desde 2022 el nombre Copa Simón Bolívar-Damas es utilizado por la Comisión de Futsal de la FBF para designar las ediciones correspondientes al Campeonato Boliviano de futsal femenino.[5]

## Historia

### Campeonato boliviano de fútbol
Entre 1960 y 1976, las asociaciones establecidas en las capitales departamentales se encargaban de organizar sus torneos locales. Campeón y subcampeón, además del tercero en algunas temporadas, se clasificaban al Campeonato Nacional que comenzaba a mediados de octubre y terminaba cerca de fin de año, con la clasificación de los representantes bolivianos a la Copa Libertadores de América. Se estima que el nombre genérico Copa Simón Bolívar fue uno de los nombres con los que se conocía al Campeonato en la década de 1970 debido al trofeo que se entregaba al ganador desde mediados de la década de 1960.
En 1977 los principales clubes del país, en busca de darle mayor profesionalismo al fútbol boliviano, optaron crear la Liga de Fútbol Profesional Boliviano (LFPB), dejando a un lado a las asociaciones departamentales, por lo que la Copa Simón Bolívar dejó de disputarse a partir de ese año.

### Campeonato de ascenso
En 1989 las asociaciones departamentales se reagruparon fundando la Asociación Nacional de Fútbol (afiliada a la FBF, junto con la LFPB) y reanudaron la realización de la Copa Simón Bolívar. En 1993, la ANF y la LFPB llegaron a un acuerdo para que la Copa Simón Bolívar funcione como campeonato promocional del fútbol boliviano. Desde entonces el campeón de la Copa Simón Bolívar asciende a la LFPB en lugar del peor equipo de esta (ascenso directo) y el subcampeón de la Copa Simón Bolívar juega una serie contra el segundo peor equipo de la LFPB, cuyo ganador jugará la próxima temporada en la LFPB (ascenso indirecto).
En este periodo de tiempo el formato consistió de 18 equipos (2 de cada asociación departamental) jugando en grupos o en eliminación directa. La última edición de la Copa bajo este nombre fue la de 2010. 

#### Símon Bolívar Nacional B (2011 - 2015) ANF y LFPB
A partir de la reestructuración del fútbol boliviano, desde la temporada 2011/12, se modifica el nombre y el formato de la Copa Simón Bolívar a Campeonato Simón Bolívar Nacional B con el objetivo de tener un torneo que dure 1 año. En 2011 se crea el Torneo Nacional Interprovincial y en 2012 la Copa Bolivia también como torneos de segunda división, ambos clasificatorios al Nacional B.
Se dio el cambio de nombre debido a que la LFPB y la ANF llegaron a un acuerdo dado que, cuando un club perdía la categoría de la primera división descendía directamente a su asociación (tercera división), debía ganar su torneo local en los primeros seis meses y esperar a la Copa Simón Bolívar (segunda división) en los últimos cuatro meses del año para tratar de ascender a primera división. Como en junio de 2010 se dio la reestructuración del fútbol boliviano se quedó que el torneo de segunda división dure 1 año, para solucionar este problema, la LFPB propuso apoyar económicamente a la ANF para que sus clubes participen directamente en la Copa Simón Bolívar, ya que caso contrario cualquier club que descendiera debía esperar al menos 1 año para jugar el torneo de segunda división. La ANF aceptó el apoyo económico de la LFPB y se creó el torneo Símon Bolívar Nacional B. Este torneo se disputó con normalidad durante 5 años.

#### Copa Símon Bolívar (2016 - Actualidad) ANF
En 2016 la LFPB corta el apoyo económico a la ANF, se rompen relaciones entre ambas instituciones, y la ANF decide modificar el torneo solamente a Copa Símon Bolívar con la particularidad de que ya no aceptarón directamente a los clubes que descendieron de la LFPB, es decir se volvió al sistema antiguo. Esta situación fue fuertemente criticada por Ciclón ya que le correspondía jugar la Copa Simón Bolívar 2016-17 por descender de la LFPB, inicialmente no fue inscrito en la convocatoria, aunque finalmente fue invitado por la ANF para igualar el número de clubes en el torneo.
En 2017 se realizó un torneo corto para definir el ascenso de un nuevo equipo, ya que la LFPB aumentó el número de clubes a 14.
A partir de 2018, La Copa Simón Bolívar se disputó nuevamente en los últimos cuatro meses del año con los campeones y subcampeones de las 9 asociaciones, el campeón provincial y sin la presencia de los clubes que descendieron de la LFPB, salvo que sean campeón o subcampeón de su torneo local.

### Campeonato boliviano de fútbol femenino
En 2019 el nombre Copa Simón Bolívar femenino pasó a ser utilizado por la Dirección de Competiciones de la FBF para designar oficialmente el torneo que hasta 2018 era conocido como Nacional de Clubes Campeones. El Club Mundo Futuro, en 2019 estrenó el título de la Primera Edición de la Copa Simón Bolívar femenina, jugando la final en estadio Édgar Peña con San Martin.  La segunda versión con sede en Villa Tunari, Deportivo Trópico de Cochabamba sorprendió a Universidad y alzó su primer trofeo Nacional.